# Champions des États-Unis de natation en bassin de 50 m du 200 m nage libre

## 200 mètresnage libre messieurs
| Championnat                                 | Ville                 | Nageur                     | Naissance | Age   | Club                                           | Temps                       |
| 1948 sélections olympiques (juillet) (50 m) | Detroit, MI           | Wallace Wolf               |           |       | Los Angeles                                    | 2 min 14 s                  |
| -----                                       |                       |                            |           |       |                                                |                             |
| -----                                       |                       |                            |           |       |                                                |                             |
| 1952 sélections olympiques (juillet) (50 m) | New York, NY          | Wallace Wolf               |           |       | Navy Olympics                                  | 2 min 11 s 6                |
| -----                                       |                       |                            |           |       |                                                |                             |
| -----                                       |                       |                            |           |       |                                                |                             |
| 1956 sélections olympiques () (50 m)        | Detroit, MI           | Ford Konno                 |           |       | Cincinnati Coca Cola                           | 2 min 10 s 6                |
| -----                                       |                       |                            |           |       |                                                |                             |
| -----                                       |                       |                            |           |       |                                                |                             |
| 1960 sélections olympiques (août) (50 m)    | Detroit, MI           | George Harrison            |           |       | Santa Clara SC                                 | 2 min 03 s 1                |
| -----                                       |                       |                            |           |       |                                                |                             |
| -----                                       |                       |                            |           |       |                                                |                             |
| 1962 printemps (avril) (25 yd)              |                       | Roy Saari                  |           |       | Unattached                                     | 1 min 58 s 6                |
| 1962 été (août) (50 m)                      |                       | Don Schollander            | 1946      | 16    | Santa Clara (en)                               | 2 min 00 s 4                |
| 1963 printemps (mars) (25 yd)               |                       | Don Schollander            | 1946      | 17    | Santa Clara (en)                               | 1 min 44 s 4                |
| 1963 été (août) (50 m)                      | Oak Park, IL          | Don Schollander            | 1946      | 17    | Santa Clara (en)                               | 1 min 59 s 0                |
| 1964 printemps (avril) (25 yd)              | Bartlesville, OK      | Don Schollander            | 1946      | 18    | Santa Clara (en)                               | 1 min 42 s 6                |
| 1964 été (août) (50 m)                      | Los Altos, CA         | Edward Townsend            |           |       | Santa Clara (en)                               | 2 min 00 s 9                |
| 1965 printemps (avril) (25 yd)              |                       | Don Schollander            | 1946      | 19    | Yale                                           | 1 min 41 s 7                |
| 1965 été (août) (50 m)                      | Maumee, OH            | Gary Ilman                 |           |       | Santa Clara (en)                               | 1 min 59 s 0                |
| 1966 printemps (avril) (25 yd)              |                       | Don Schollander            | 1946      | 20    | Yale                                           | 1 min 44 s 1                |
| 1966 été (août) (50 m)                      |                       | Don Schollander            | 1946      | 20    | Santa Clara (en)                               | 1 min 56 s 2                |
| 1967 printemps (avril) (25 yd)              |                       | Don Schollander            | 1946      | 21    | Yale                                           | 1 min 41 s 2                |
| 1967 été (août) (50 m)                      |                       | Don Schollander            | 1946      | 21    | Santa Clara (en)                               | 1 min 55 s 7                |
| 1968 printemps (avril) (25 yd)              |                       | William Burrel             |           |       | Indiana                                        | 1 min 43 s 46               |
| 1968 été (août) (50 m)                      |                       | Mark Spitz                 | 1950      | 18    | Santa Clara (en)                               | 1 min 57 s 0                |
| 1968 sélections olympiques (août) (50 m)    | Long Beach, CA        | Don Schollander            | 1946      | 22    | Santa Clara SC                                 | 1 min 54 s 28               |
| 1969 printemps (avril) (25 yd)              |                       | Frank Henckl               |           |       | Southern California                            | 1 min 42 s 29               |
| 1969 été (août) (50 m)                      |                       | Hans Fassnatch             |           |       | Philips 66                                     | 1 min 56 s 5                |
| 1970 printemps (avril) (25 yd)              |                       | John Kinsella              |           |       | Hinsdale Swim Club                             | 1 min 40 s 76               |
| 1970 été (août) (50 m)                      |                       | Mark Spitz                 | 1950      | 20    | Gatorade                                       | 1 min 54 s 6                |
| 1971 printemps (avril) (25 yd)              |                       | Frank Heckl                |           |       | Southern California                            | 1 min 40 s 55               |
| 1971 été (août) (50 m)                      |                       | Mark Spitz                 | 1950      | 21    | Arden Hills                                    | 1 min 54 s 74               |
| 1972 printemps (avril) (25 yd)              |                       | Steven Center              |           |       | Lakewood                                       | 1 min 39 s 23               |
| 1972 sélections olympiques (août) (50 m)    | Chicago, IL           | Mark Spitz                 | 1950      | 22    | Arden Hills                                    | 1 min 53 s 58               |
| 1973 printemps (avril) (25 yd)              |                       | Tim Mc Donnel              |           |       | Ladera Oaks                                    | 1 min 40 s 04               |
| 1973 été (août) (50 m)                      |                       | Jim Montgomery             | 1955      | 18    | Badger Dolphins                                | 1 min 53 s 69               |
| 1974 printemps (avril) (25 yd)              |                       | Kurt Krumpholtz            |           |       | Santa Clara (en)                               | 1 min 39 s 47               |
| 1974 été (août) (50 m)                      |                       | Tim Shaw                   |           |       | Long Beach Swim Club                           | 1 min 51 s 66               |
| 1975 printemps (avril) (25 yd)              |                       | Tim Shaw                   |           |       | Long Beach Swim Club                           | 1 min 38 s 35               |
| 1975 été (août) (50 m)                      |                       | Bruce Furniss              | 1957      | 18    | Long Beach Swim Club                           | 1 min 50 s 32               |
| 1976 printemps (avril) (50 m)               |                       | Jim Montgomery             | 1955      | 21    | Unattached                                     | 1 min 51 s 41               |
| 1976 sélections olympiques (juin) (50 m)    | Long Beach, CA        | Bruce Furniss              | 1957      | 19    | Long Beach Swim Club                           | 1 min 50 s 61               |
| 1976 été (août) (50 m)                      |                       | Mark Greenwood             |           |       | Fresno                                         | 1 min 52 s 21               |
| 1977 printemps (avril) (25 yd)              |                       | Jim Montgomery             |           |       | Gator                                          | 1 min 35 s 67               |
| 1977 été (août) (50 m)                      | Mission Viejo, Ca     | Jim Montgomery             |           |       | Cummins Diesel                                 | 1 min 51 s 14               |
| 1978 printemps (avril) (25 yd)              | Austin (TX)           | Andy Veris                 |           |       | Mustang                                        | 1 min 36 s 84               |
| 1978 été (août) (50 m)                      | The Woodlands, TX     | Bill Forrester             |           |       | Fullerton                                      | 1 min 51 s 67               |
| 1979 printemps (avril) (25 yd)              | Los Angeles, CA       | David Larson               |           |       | Floride                                        | 1 min 36 s 20               |
| 1979 été (août) (50 m)                      | Fort Lauderdale, FL   | Rowdy Gaines               | 1959      | 20    | Floride                                        | 1 min 50 s 57               |
| 1980 printemps (avril) (50 m)               | Austin (TX)           | Rowdy Gaines               | 1959      | 21    | Floride                                        | 1 min 49 s 16               |
| 1980 sélections olympiques (août) (50 m)    | Irvine, Ca            | Rowdy Gaines               | 1959      | 21    | Floride                                        | 1 min 50 s 02               |
| 1981 printemps (avril) (25 yd)              |                       | David Larson               |           |       | Floride                                        | 1 min 36 s 04               |
| 1981 été (août) (50 m)                      |                       | David Larson               |           |       | Floride                                        | 1 min 50 s 86               |
| 1982 printemps (avril) (25 yd)              | Université de Floride | Rowdy Gaines               | 1959      | 23    | War Eagle                                      | 1 min 35 s 17               |
| 1982 été (août) (50 m)                      | Indianapolis, In      | Rowdy Gaines               | 1959      | 23    | War Eagle                                      | 1 min 49 s 64               |
| 1983 printemps (avril) (25 yd)              | Indianapolis, In      | David Larson               |           |       | Floride                                        | 1 min 35 s 06               |
| 1983 été (août) (50 m)                      | Clovis, Ca            | Bruce Hayes                |           |       | Bruin                                          | 1 min 49 s 90               |
| 1984 printemps (mars) (50 m)                |                       | Michael Heath              |           |       | Holmes                                         | 1 min 50 s 18               |
| 1984 sélections olympiques (juin) (50 m)    |                       | Michael Heath              |           |       | Holmes                                         | 1 min 47 s 92 RUSA          |
| 1984 été () (50 m)                          |                       | Bruce Hayes                |           |       | Alamo Community College District , San Antonio | 1 min 51 s 39               |
| 1985 printemps (avril) (25 yd)              | Monterey Park, Ca     | Matt Biondi                | 1965      | 20    | California Golden Bears                        | 1 min 33 s 97               |
| 1985 été (août) (50 m)                      | Mission Viejo, Ca     | Matt Biondi                | 1965      | 20    | California Golden Bears                        | 1 min 47 s 89 RUSA          |
| 1986 printemps (mars) (25 yd)               | Orlando, Fl           | Troy Dalbey                |           |       | San Jose                                       | 1 min 35 s 34               |
| 1986 Sélections CM (juin) (50 m)            | Orlando, Fl           | Matt Biondi                | 1965      | 20    | California Golden Bears                        | 1 min 49 s 04               |
| 1986 été (août) (50 m)                      | Santa Clara, Ca       | Artur Wojdat Paul Robinson | 1968      | 18    | Mission Viejo Richardson                       | 1 min 51 s 05 1 min 51 s 11 |
| 1987 printemps (mars) (25 yd)               | Mission Bay, Fl       | Mariusz Podkosscielny      |           |       | Mission Viejo                                  | 1 min 37 s 07               |
| 1987 été (juillet) (50 m)                   | Clovis, Ca            | Craig Oppel                |           |       | UCLA                                           | 1 min 48 s 88               |
| 1988 printemps (mars) (50 m)                | Orlando, Fl           | Artur Wojdat Matt Biondi   | 1968 1965 | 20 23 | Mission Viejo California Golden Bears          | 1 min 49 s 09 1 min 49 s 81 |
| 1988 été (août) (50 m)                      |                       | Troy Dalbey                |           |       | San Jose                                       | 1 min 48 s 35               |
| 1989 printemps (mars) (25 yd)               | Chapel Hill, NC       | John Kepeler               |           |       | Mission Viejo                                  | 1 min 36 s 30               |
| 1989 été (août) (50 m)                      | Los Angeles, CA       | Doug Gjertsen              |           |       | Longhorn Aquatics                              | 1 min 48 s 70               |
| 1990 printemps (mars) (25 yd)               | Nashville, TE         | Michael Picotte            |           |       | Swim San Diego                                 | 1 min 36 s 26               |
| 1990 été (août) (50 m)                      | Austin (TX)           | Troy Dalbey                |           |       | North River                                    | 1 min 48 s 69               |
| 1991 printemps (avril) (50 m)               | Federal Way, WA       | Joe Hudepohl               |           |       | Cincinnati Marlins                             | 1 min 49 s 71               |
| 1991 été (août) (50 m)                      | Fort Lauderdale, FL   | Doug Gjertsen              |           |       | Longhorn Aquatics                              | 1 min 49 s 69               |
| 1992 sélections olympiques (mars) (50 m)    | Indianapolis, In      | Joe Hudepohl               |           |       | Cincinnati Marlins                             | 1 min 48 s 73               |
| 1992 été (août) (50 m)                      | Mission Viejo, Ca     | John Piersma               |           |       | Huntsville                                     | 1 min 50 s 84               |
| 1993 printemps (avril) (50 m)               | Nashville, TE         | Jon Sakovich               |           |       | Floride                                        | 1 min 51 s 49               |
| 1993 été (juillet) (50 m)                   | Austin (TX)           | Joe Hudepohl               |           |       | Cardinal de Stanford                           | 1 min 49 s 22               |
| 1994 printemps (avril) (50 m)               | Federal Way, WA       | Gustavo Borges Ugur Taner  | 1972 1975 | 22 19 | Michigan Chinook                               | 1 min 50 s 14 1 min 50 s 19 |
| 1994 été (août) (50 m)                      | Indianapolis, In      | Chad Carvin                |           |       | Hillenbrand                                    | 1 min 49 s 19               |
| 1995 printemps (mars) (50 m)                | Minneapolis, MN       | David Fox                  | 1971      | 24    | Unattached - Resident                          | 1 min 51 s 88               |
| 1995 été (août) (50 m)                      | Pasadena, CA          | Chad Carvin                |           |       | Hillenbrand                                    | 1 min 48 s 43               |
| 1996 printemps (février) (50 m)             | Orlando, Fl           | Josh Davis                 |           |       | Athletes in action                             | 1 min 50 s 47               |
| 1996 sélections olympiques (mars) (50 m)    | Indianapolis, In      | Jhon Piersma               |           |       | Michigan                                       | 1 min 48 s 97               |
| 1996 été (août) (50 m)                      | Fort Lauderdale, FL   | Josh Davis                 |           |       | Athletes in action                             | 1 min 49 s 18               |
| 1997 printemps (février) (50 m)             | Buffalo, NY           | Chad Carvin                |           |       | Hillenbrand                                    | 1 min 50 s 42               |
| 1997 été (juillet) (50 m)                   | Nashville, TE         | Josh Davis                 |           |       | Athletes in action                             | 1 min 49 s 00               |
| 1998 printemps (avril) (50 m)               | Minneapolis, MN       | Josh Davis                 |           |       | Texas Longhorn Aquatics                        | 1 min 50 s 51               |
| 1998 été (août) (50 m)                      | Clovis, Ca            | Ugur Taner                 | 1975      | 23    | Hillenbrand                                    | 1 min 48 s 91               |
| 1999 printemps (avril) (50 m)               | Long Island, NY       | Josh Davis                 |           |       | Texas Longhorn Aquatics                        | 1 min 49 s 45               |
| 1999 été (août) (50 m)                      | Minneapolis, MN       | Ugur Taner                 | 1975      | 24    | Hillenbrand                                    | 1 min 49 s 19               |
| 2000 printemps (mars) (50 m)                |                       | Josh Davis                 |           |       | Texas Longhorn Aquatics                        | 1 min 47 s 94               |
| 2000 sélections JO (août) (50 m)            | Indianapolis, In      | Josh Davis                 |           |       | Circle C Swim                                  | 1 min 47 s 26 RUSA          |
| 2001 printemps (avril) (50 m)               | Austin (TX)           | Klete Keller               |           |       | Trojans d'USC                                  | 1 min 48 s 89               |
| 2001 été (août) (50 m)                      | Fresno, CA            | Josh Davis                 |           |       | Circle C Swim                                  | 1 min 47 s 13               |
| 2002 printemps (mars) (50 m)                | Minneapolis, MN       | Josh Davis                 |           |       | Circle C Swim                                  | 1 min 49 s 21               |
| 2002 été (août) (50 m)                      | Fort Lauderdale, FL   | Nathaniel Dusing           |           |       | Circle C Swim                                  | 1 min 47 s 08               |
| 2003 printemps (avril) (50 m)               | Indianapolis, In      | Michael Phelps             | 1985      | 18    | North Baltimore                                | 1 min 47 s 37               |
| 2003 été (août) (50 m)                      | College Park, MA      | Michael Phelps             | 1985      | 18    | North Baltimore                                | 1 min 45 s 99 RUSA          |
| 2004 printemps (février) (50 m)             | Orlando, Fl           | Michael Phelps             | 1985      | 19    | North Baltimore                                | 1 min 46 s 47               |
| 2004 sélections JO (juillet) (50 m)         | Long Beach, CA        | Michael Phelps             | 1985      | 19    | North Baltimore                                | 1 min 46 s 27               |
| 2004 été (août) (50 m)                      | Stanford, CA          | Justin Mortimer            | 1982      | 22    | Mission Viejo                                  | 1 min 50 s 18               |
| 2005 Sélections CM (avril) (50 m)           | Indianapolis, In      | Michael Phelps             | 1985      | 20    | Club Wolverine                                 | 1 min 46 s 44               |
| 2005 été (août) (50 m)                      | Irvine, Ca            | Michael Phelps             | 1985      | 20    | Club Wolverine                                 | 1 min 46 s 40               |
| 2006 printemps (mars) (50 m)                | Federal Way, WA       | Dominik Meichtry           | 1984      | 22    | Californie                                     | 1 min 48 s 84               |
| 2006 été (août) (50 m)                      | Irvine, Ca            | Michael Phelps             | 1985      | 21    | Club Wolverine                                 | 1 min 45 s 63               |
| 2007 printemps (mars) (50 m)                | East Meadow, NY       | Matthew Owen               | 1984      | 23    | ABSCGA                                         | 1 min 50 s 41               |
| 2007 été (juillet) (50 m)                   | Indianapolis, In      | Michael Phelps             | 1985      | 22    | Club Wolverine                                 | 1 min 44 s 98               |
| 2008 Sélections JO (juillet) (50 m)         | Omaha                 | Michael Phelps             | 1985      | 23    | Club Wolverine                                 | 1 min 44 s 10               |
| 2009 Sélections CM (juillet) (50 m)         | Indianapolis          | Michael Phelps             | 1985      | 24    | North Baltimore Aquatic lub                    | 1 min 44 s 23               |
| 2010 (août) (50 m)                          | Irvine                | Michael Phelps             | 1985      | 25    | North Baltimore Aquatic lub                    | 1 min 45 s 61               |
| 2011 (août) (50 m)                          | Palo Alto             | Peter Vanderkaay           | 1984      | 27    |                                                | 1 min 46 s 45               |
| 2012 Sélections JO (juillet) (50 m)         | Omaha                 | Michael Phelps             | 1985      | 27    | North Baltimore Aquatic lub                    | 1 min 45 s 70               |